# سعادتلو
سعادتلو یکی از روستاهای استان آذربایجان شرقی است که در دهستان آلمالو بخش مرکزی شهرستان هشترود واقع شده‌است. این روستا نزدیک به ۱۵۵ خانوار دارد.
فاصله روستا از مرکز استان 120 کیلومتر و از مرکز شهرستان هشترود 23 کیلومتر می‌باشد.